# Robert William Elliston
Robert William Elliston (Londra, 7 aprile 1774 – Londra, 7 luglio 1831) è stato un attore teatrale e manager inglese.

## Biografia
Incoraggiato da J. Ph. Kemble, Elliston rinunciò alla carriera ecclesiastica prediletta dalla sua famiglia e si avvicino al mondo del palcoscenico.
Fece la sua gavetta nei teatri di provincia fino al suo esordio londinese all'Haymarket Theatre nel 1796 e poi successivamente recitò per lungo tempo al Drury Lane, mettendosi in luce come uno dei migliori attori contemporanei e giudicato dai critici teatrali secondo solo a David Garrick nel genere tragico.
Nel 1819 concretizzò il suo più grande obiettivo, che fu quello di dirigere un teatro per produrre spettacoli di un notevole impegno artistico e tecnico, fatto non così diffuso a quel tempo.
Diventato direttore del Drury Lane produsse testi quali il Marino Faliero di George Gordon Byron.
Il suo progetto non riuscì economicamente nel 1826, dopo di che Elliston passò alla guida del Surrey Theatre, realizzando Susanna dagli occhi neri (Black eyed Susan) di Douglas Jerrold, un dramma nautico che risultò uno dei maggiori successi della prima metà del secolo.
Tra le sue interpretazioni si possono menzionare i classici ruoli shakespeariani di Romeo, Amleto, Falstaff e Hotspur.

## Teatro
- Marino Faliero di George Gordon Byron;
- Susanna dagli occhi neri (Black eyed Susan) di Douglas Jerrold;
- Romeo e Giulietta (Romeo and Juliet) di William Shakespeare;
- Amleto (The Tragedy of Hamlet, Prince of Denmark) di William Shakespeare;
- Enrico V (The Life of King Henry the Fifth) di William Shakespeare.